# Las Rosas (Messico)
Las Rosas è un comune messicano, nello stato del Chiapas. Conta 25 530 abitanti  secondo le stime del censimento del 2005 e le sue coordinate sono 16°21'N 92°22'W.

Dal 1983, in seguito alla divisione del Sistema de Planeación, è ubicata nella regione economica II ALTOS.